# Ото I фон Валдбург-Траухбург
Ото I фон Валдбург-Траухбург (на немски: Otto I von Waldburg-Trauchburg; † 9 април 1363) е благородник от швабския род Валдбург, господар на Траухбург и Исни в Алгой (1335).

## Произход
Той е вторият син на трушсес Йохан I фон Валдбург († 1338/1339) и съпругата му графиня Клара фон Нойфен († 1339), дъщеря на граф Албрехт III фон Нойфен-Марщетен-Грайзбах († 1306) и Елизабет фон Грайзбах († сл. 1316).
Брат е на Еберхард III фон Валдбург († 1361/1362), дворцов трушсес фон Валдбург, господар на Тане-Валдбург, Волфег-Цайл.

## Фамилия
Първи брак: с Аделхайд фон Ретенберг († 31 октомври 1359), дъщеря на Хайнрих фон Ретенберг. Те имат един син:

- Ото II фон Валдбург-Траухбург († 9 юли 1386, убит в битката при Земпах), господар на Траухбург (1374), Исни (1365), фогт на „Св. Георг“ в Исни (1365), женен за Аделхайд фон Кирхберг, дъщеря на граф Конрад II фон Кирхберг († 1282/1286) и Елизабет фон Айхен († сл. 1278)

Втори брак: с Агнес фон Фройндсберг († сл. 13 декември 1372). Бракът е бездетен.